# Taimane Gardner

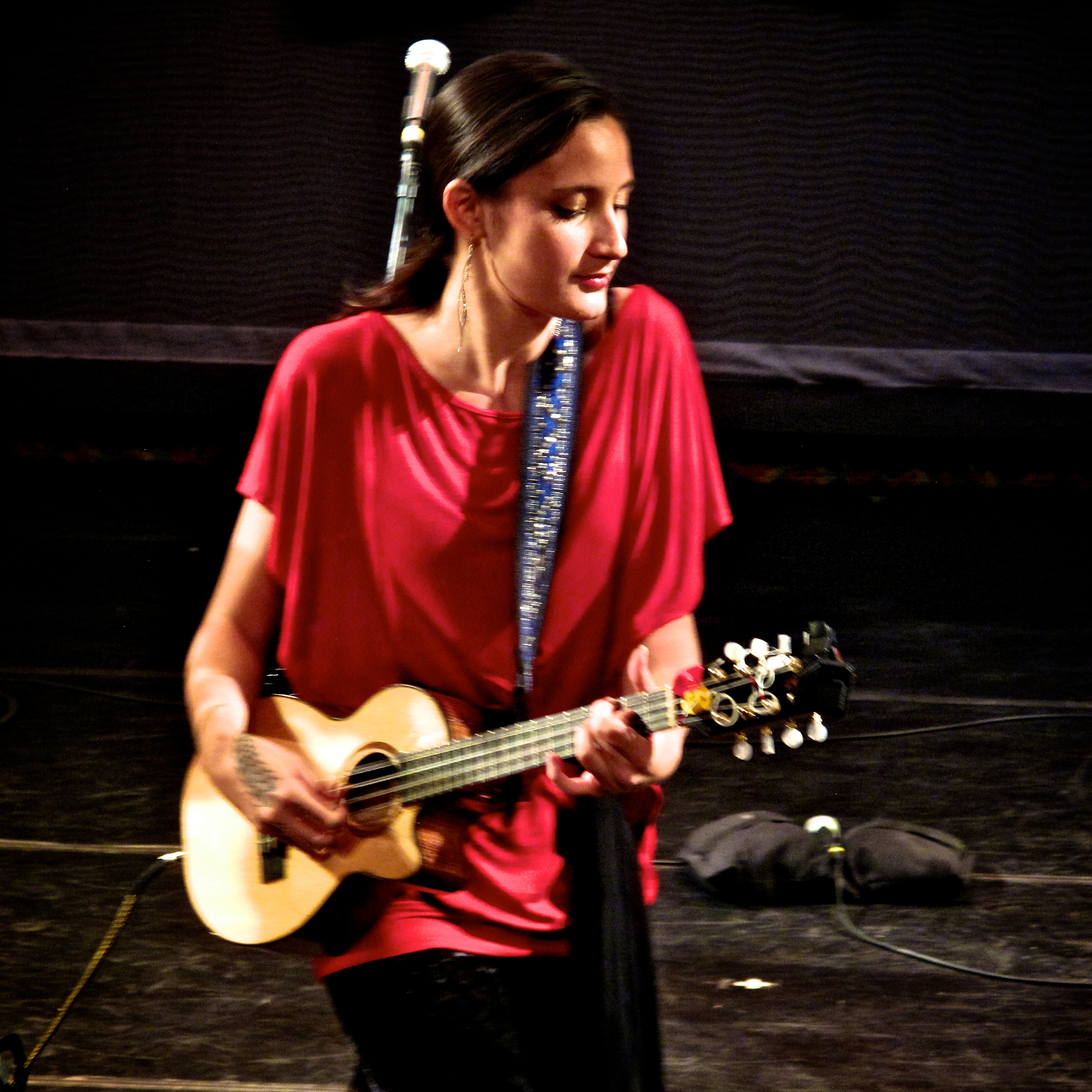
Taimane Gardner (2011)

Taimane Tauiliili Bobby Gardner (* 13. Februar 1989 in Honolulu, Hawaii) ist eine US-amerikanische Ukulelespielerin und Komponistin. Sie spielt Musik unterschiedlicher Genres, von Klassik über Flamenco und Stammesrhythmen bis hin zum Rock, und kombiniert Musik und Tanz für ihre Bühnenshow.

## Biografie
Taimane Gardner wurde in Honolulu geboren, ihre Familie hat jedoch weitgefächerte Wurzeln auf den Samoainseln, in Deutschland, in Irland, in Frankreich und in Schweden. Ihr Vorname bedeutet Diamant in der samoanischen Sprache. Mit 5 Jahren begann sie, Ukulele zu spielen. Im Alter von 13 Jahren wurde sie von dem Musiker Don Ho entdeckt und gefördert. Der Ukulelevirtuose Jake Shimabukuro war ihr Lehrmeister.
Bereits als Teenager erlangte Taimane Gardner Popularität in der Musikszene von Waikiki. 2005 veröffentlichte sie ihr erstes Album Loco Princess. Ihr viertes Album We Are Made of Stars war 2016 bei den Na Hoku Hanohano Awards in Hawaii als „Ukulele Album of the Year“ nominiert; 2019 erhielt sie den Preis als Entertainerin des Jahres. 2020 zählte die Zeitschrift Guitar World sie zu den 10 vielseitigsten Ukulemusikern.

## Diskografie

### Alben
- 2005: Loco Princess
- 2008: Life – The Art & Beauty of Being Human
- 2012: Ukulele Dance
- 2015: We Are Made of Stars
- 2018: Elemental
- 2022: Hawaiki